# Ilja Kabłukow
Ilja Andriejewicz Kabłukow, ros. Илья Андреевич Каблуков (ur. 18 stycznia 1988 w Moskwie) – rosyjski hokeista, reprezentant Rosji, olimpijczyk.

## Kariera
- CSKA 2 Moskwa (2004-2008)
- CSKA Moskwa (2006-2008)
- Torpedo Niżny Nowogród (2008-2009)
- Torpedo Niżny Nowogród 2 (2008-2009)
- Sparta Moskwa (2009-2010)
- Atłant Mytiszczi (2010-2014)
- SKA Sankt Petersburg (2014-2020)
- Awangard Omsk (2020-2022)
- Dinamo Moskwa (2022-)

Wychowanek Wympiełu Moskwa. Od stycznia 2014 zawodnik SKA. W grudniu 2015 przedłużył kontrakt z tym klubem o dwa lata, a w czerwcu 2018 o kolejne cztery lata. Pod koniec maja 2020 Kabłukow oraz Maksim Karpow zostali zawodnikami Amuru Chabarowsk w ramach wymiany za Jegora Spiridonowa. Wkrótce potem, na początku czerwca 2020 został przekazany do Mietałłurga Magnitogorsk, a stamtąd dwa dni później przetransferowany do Awangardu Omsk. Od czerwca 2022 zawodnik Dinama Moskwa.
W barwach juniorskiej kadry Rosji uczestniczył w turniejach mistrzostw świata juniorów do lat 18 w 2006. W ramach ekipy olimpijskich sportowców z Rosji brał udział w turnieju zimowych igrzysk olimpijskich 2018. W seniorskiej kadrze Rosji uczestniczył w turnieju mistrzostw świata edycji 2018.

## Sukcesy
Reprezentacyjne
- Złoty medal zimowych igrzysk olimpijskich: 2018

Klubowe
- Srebrny medal mistrzostw Rosji: 2011 z Atłantem Mytiszczi
- Finał KHL o Puchar Gagarina: 2011 z Atłantem Mytiszczi
- Złoty medal mistrzostw Rosji: 2015, 2017 ze SKA, 2021 z Awangardem Omsk
- Puchar Gagarina – mistrzostwo KHL: 2015, 2017 ze SKA, 2021 z Awangardem Omsk
- Puchar Kontynentu: 2018 ze SKA
- Brązowy medal mistrzostw Rosji: 2018, 2019 ze SKA

Wyróżnienia
- Zasłużony Mistrz Sportu Rosji w hokeju na lodzie (2018)[8]
- KHL (2024/2025): Nagroda za Wierność Hokejowi

Odznaczenie
- Order Przyjaźni (27 lutego 2018)[9]